# Codex Laudianus

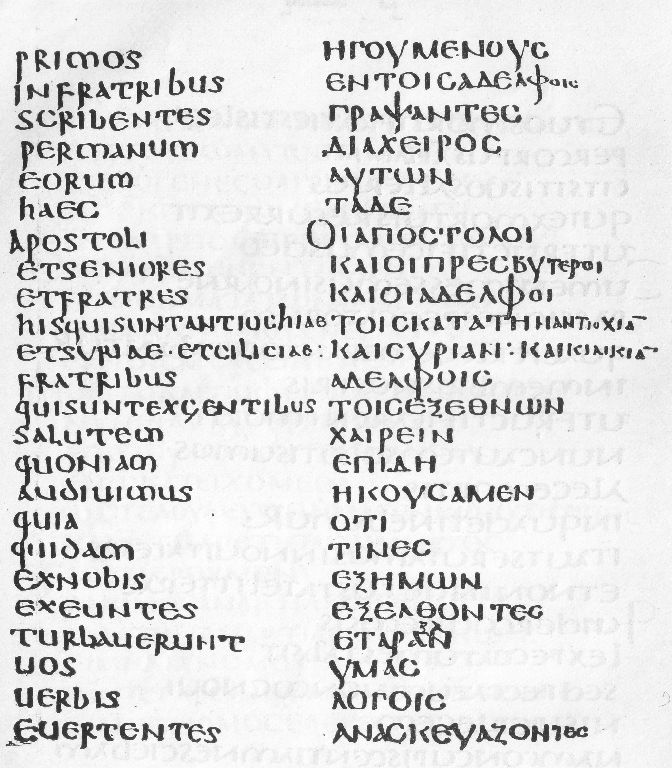
Codex Laudianus

Codex Laudianus (Gregory-Aland no. Ea sau 08) este un manuscris în limba greacă al Bibliei datând de la începutul secolului al VI-lea.
Manuscrisul cuprinde 227 foi cu dimensiunea 27×22 cm.
În prezent se găsește la Bodleian Library (Kat. No. Laud. Gr. 35 1397, I,8) din Oxford.